# Finanzamt Worms-Kirchheimbolanden
Das Finanzamt Worms-Kirchheimbolanden ist eine örtliche Behörde der Finanzverwaltung in Rheinland-Pfalz und das Finanzamt der Stadt Worms. Es untersteht dem Landesamt für Steuern Rheinland-Pfalz in Koblenz und hat die Bundesfinanzamtsnummer 2744. Dem Finanzamt untersteht auch das Finanzamt Worms-Kirchheimbolanden Außenstelle Kirchheimbolanden.

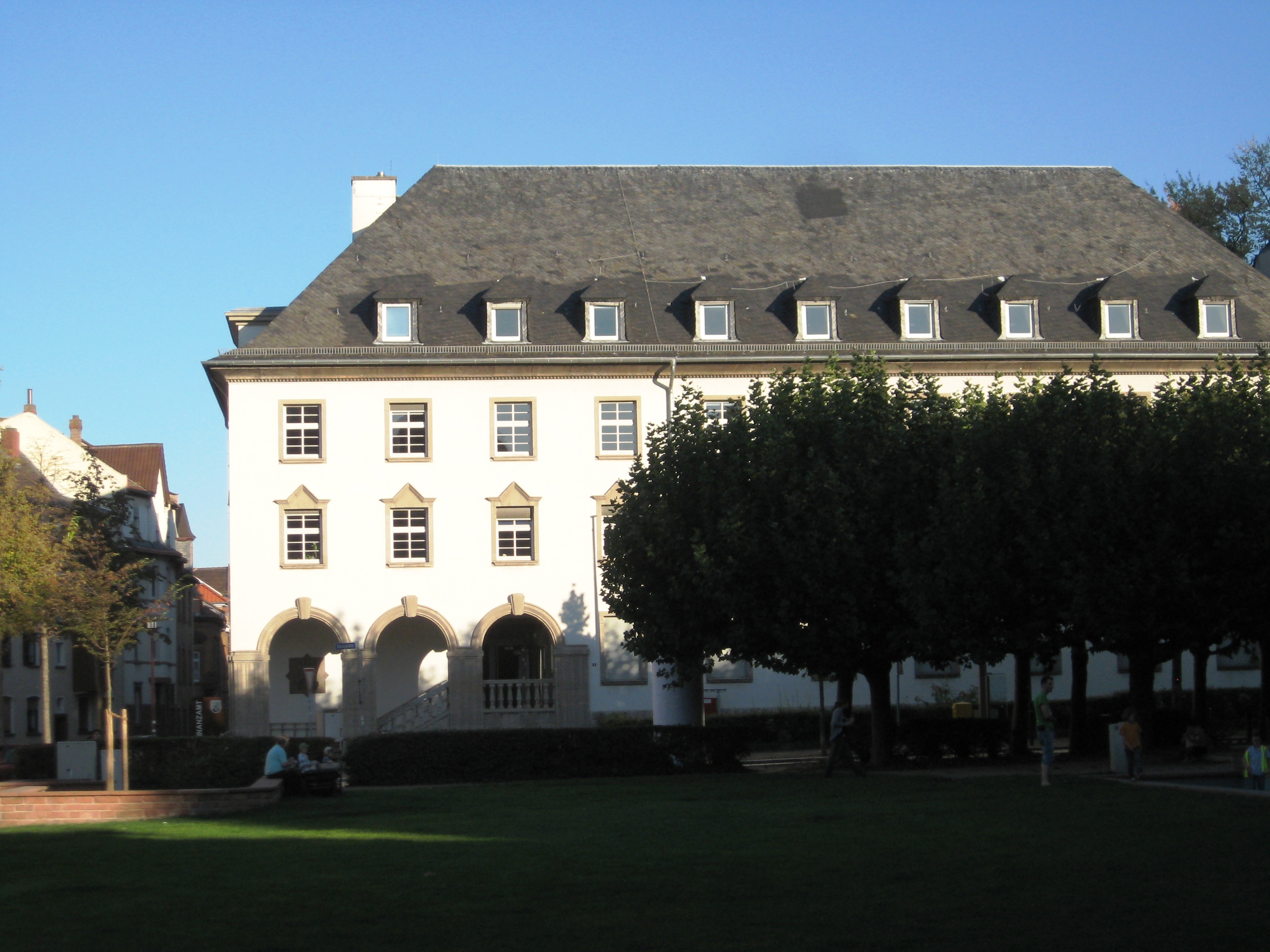
Finanzamt Worms-Kirchheimbolanden

Der Zuständigkeitsbereich des Finanzamts umfasst die Gemeinden Alsheim, Bechtheim, Bermersheim, Bodenheim, Dittelsheim-Heßloch, Eich, Flörsheim-Dalsheim, Frettenheim, Gimbsheim, Gundersheim, Gundheim, Hamm, Hangen-Weisheim, Hochborn, Hohen-Sülzen, Mettenheim, Mölsheim, Monsheim, Monzernheim, Mörstadt, Offstein, Osthofen, Rhein-Selz, Wachenheim, Westhofen und Worms.

## Gebäude

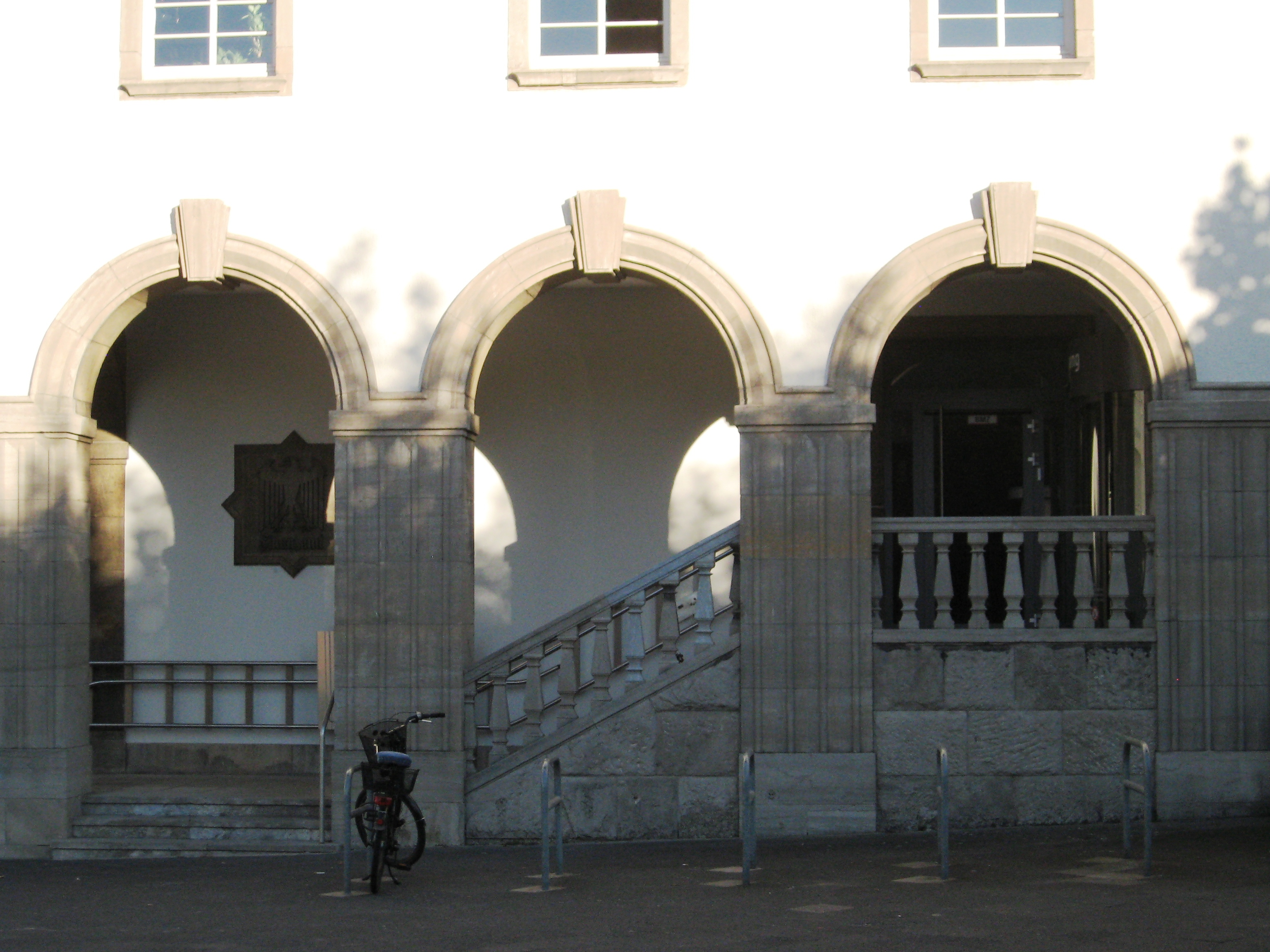
Finanzamt Worms-Kirchheimbolanden (Detail)

Das Dienstgebäude des Finanzamts wurde 1926–1929 am Köhlerplatz (heute: Karlsplatz) mit drei Hauptgeschossen und einem Dachgeschoss errichtet. Hintergrund war die Zusammenlegung der Finanzämter Worms-Stadt. Das Gebäude Karlsplatz 6 wurde 1996 unter Denkmalschutz gestellt. Der Stil mit Elementen des Expressionismus ist charakteristisch für die 1920er Jahre.